# Бессонов, Пётр Алексеевич
Пётр Алексе́евич Бессо́нов (4 [16] июня 1828, Москва — 22 февраля [6 марта] 1898, Харьков) — русский филолог-славист, фольклорист, издатель сборников болгарского, сербского, русского фольклора. Принадлежал к «западнорусскому» историческому направлению.

## Биография
Родился 4 (16) июня 1828 года в Москве, в семье священника — законоучителя Благородного пансиона при Московском университете Алексея Терентьевича Безсонова.
Окончив в 1846 году Московскую духовную семинарию, поступил на историко-филологический факультет Московского университета. В университете он сблизился с Бартеневым, Собчаковым, Казановичем и Прейсом на почве увлечения русской историей, литературоведением и этнографией, начал собирать народные песни. Окончил Московский университет в 1851 году первым кандидатом.
В службу вступил 20 декабря 1855 года — в Комиссию печатания государственных грамот и договоров при Московском архиве Министерства иностранных дел; с августа 1857 года — старший советник в Московской синодальной типографии.
Перед смертью в 1863 году московский библиофил Т. Ф. Большаков подарил часть своего собрания Бессонову (в основном духовные стихи и нотные рукописи).
Стараниями попечителя Виленского учебного округа И. П. Корнилова был привлечён в Вильну, где был назначен весной 1865 года председателем Виленской археографической комиссии, директором Виленского раввинского училища и директором 1-й Виленской гимназии. Однако при нём работа Археографической комиссии замерла. Разочарованный И. П. Корнилов добился его удаления в 1866 году.
После удаления из Вильны Бессонов служил директором библиотеки Московского университета (1867—1878). В 1878 году Казанский университет за его труды в области народной словесности дал П. А. Бессонову почётный диплом на звание доктора славянской филологии. В том же году он уехал в Харьков, где был избран экстраординарным профессором кафедры славянской филологии Харьковского университета — с 23 ноября; ординарный профессор с 1884 года.
Член Общества любителей российской словесности при Московском университете (с 10.11.1858), его секретарь (1869—1878);также — член-корреспондент Сербского учёного общества, член Русского географического общества.
С 28 декабря 1888 года — действительный статский советник. Был награждён орденами Св. Станислава 2-й ст. (1882) И Св. Анны 2-й ст. (1885).
Имел четырёх детей: Николай (род. 1858), Пётр (род. 1860), Дарья (род. 1862) и Наталия (род. 1866).
Скончался в Харькове 22 февраля (6 марта) 1898 года.

## Публикации
Издал сборник Болгарские песни из сборников Ю. И. Венелина, Н. Д. Катранова и других болгар (Временник Императорского Московского Общества истории и древностей российских, Кн. XXI, Ч. II: Материалы. — Москва, 1855) с очерком болгарской грамматики, «Песни, собранные П. В. Киреевским» (ч. 1—10, Москва, 1860—1874), ч. 1— 2 сборника «Песни, собранные П. Н. Рыбниковым» (ч. 1—4, Москва, 1861—1867), сборник духовных стихов «Калики перехожие» (Москва, 1861—1863), «Детские песни» (Москва, 1868). Последняя из перечисленных — первый сборник русского детского фольклора. Она вызвала интерес исследователей и любителей народного творчества фольклора к собиранию и изучению детского фольклора, способствуя признанию его как самостоятельной области народной словесности.
Бессонову принадлежит первый опыт обозрения истории нотных певческих книг печатных в «Православном обозрении» (1864). Там же в 1872 году был напечатан другой его труд  — «Знаменательные годы и знаменитейшие представители последних двух веков в истории церковно-русского песнопения», где были приведены характеристики старинных и новейших деятелей в области церковного пения — Александра Мезенца, Шайдурова, Тихона Макарьевского, князя Одоевского, Потулова, Разумовского.
Итогом деятельности Бессонова в Вильне стал сборник «Белорусские песни», изданный спустя несколько лет в Москве (1871). Автор работ о хорватском мыслителе Юрии Крижаниче и библиографического очерка о графине Прасковье Шереметевой.